# Vlag van Limburg (Belgische provincie)
De vlag van Limburg is afgeleid van de banier van het Hertogdom Limburg, een wit vlak met een rode leeuw van Limburg met hertogskroon. Aan de leeuw is na 1996 een wapen met de kleuren van het Graafschap Loon toegevoegd (rood en geel). Het historische Loon was vroeger onderdeel van het Prinsbisdom Luik, en strekte zich uit over een groot deel van het huidige Belgisch-Limburg. De leeuw en het wapenschild van op de vlag komen ook terug in het wapen van de provincie. 
De vlag is in 8 mei 1996 aangenomen en werd in 29 oktober van dat jaar goedgekeurd.
De vlag die voor 1996 werd gebruikt was tevens de banier van het Hertogdom Limburg oude stijl.

Wapenschild Hertogdom Limburg
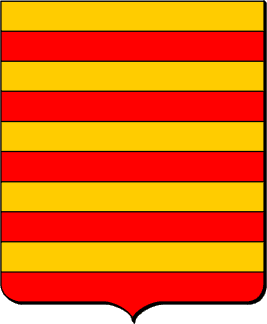
Wapenschild Graafschap Loon
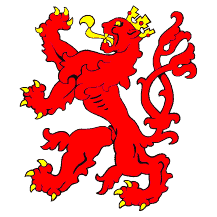
Oude onofficiële wapenbanier
Vlag van de Gouverneur van Limburg